# Diócesis de Kilmore
La diócesis de Kilmore (en latín: Dioecesis Kilmorensis, en inglés: Roman Catholic Diocese of Kilmore y en irlandés: Deoise na Cille Móire) es una circunscripción eclesiástica de la Iglesia católica en la República de Irlanda y en Irlanda del Norte del Reino Unido. Se trata de una diócesis latina, sufragánea de la arquidiócesis de Armagh. Desde el 29 de junio de 2020 su obispo es Martin Hayes.

## Territorio y organización
La diócesis tiene 2020 km² y extiende su jurisdicción sobre los fieles católicos de rito latino residentes en un territorio que se encuentra entre dos países: comprende 3 parroquias en el condado de Fermanagh en Irlanda del Norte (Reino Unido) y parte de los condados de Cavan, Leitrim Sligo y Meath en la República de Irlanda.
La sede de la diócesis se encuentra en la ciudad de Cavan, en donde se halla la Catedral de San Patricio y San Felim.
En 2023 en la diócesis existían 34 parroquias agrupadas en 4 decanatos: Manorhamilton, Ballinamore, Cavan y Baillieborough.

## Historia

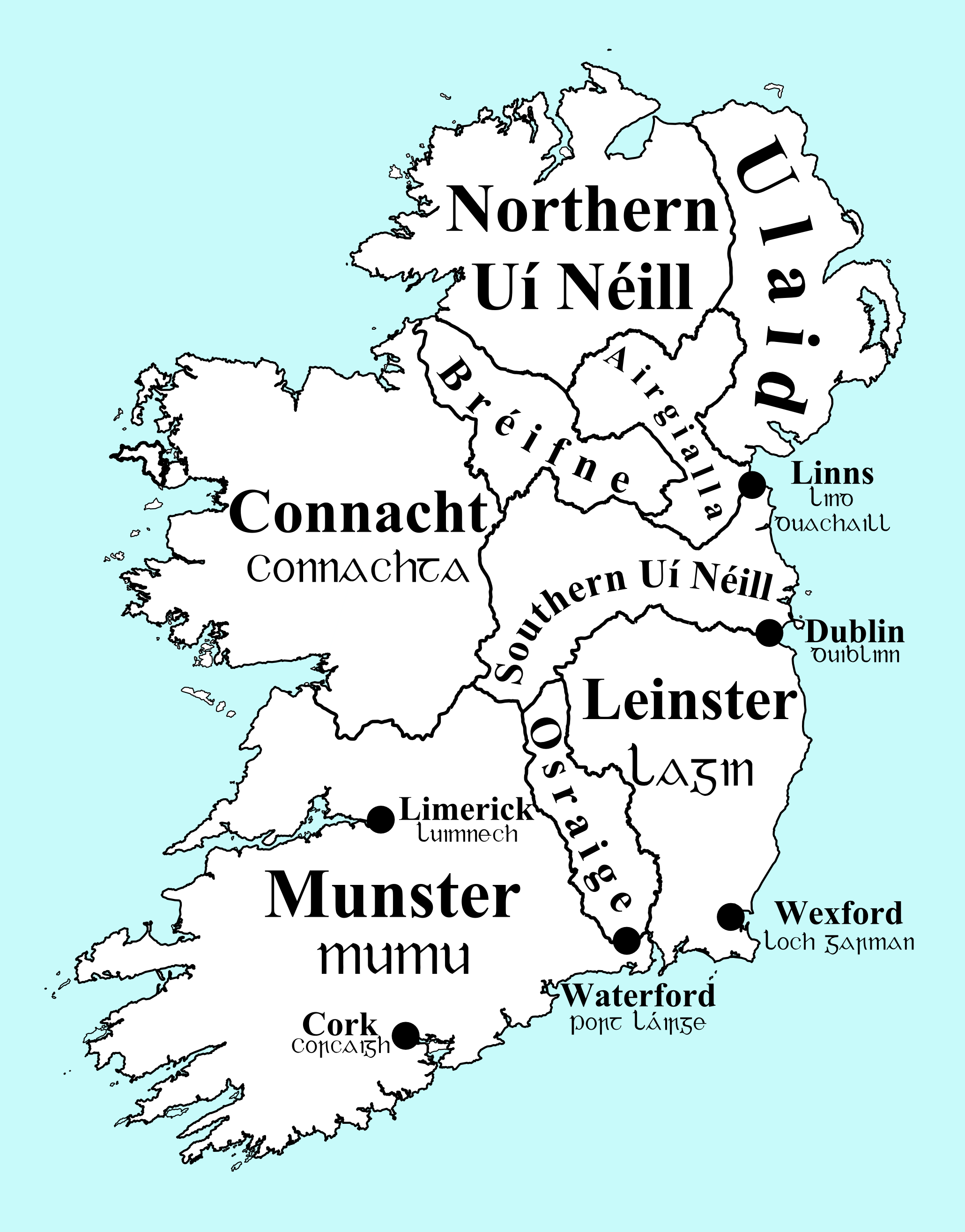
Reinos superiores de Irlanda alrededor del año 900, incluido el Reino de Breifne, que tiene aproximadamente los mismos límites que la diócesis de Kilmore

El territorio de la diócesis de Kilmore es aproximadamente el mismo que el de la antigua Breifne. En el siglo VI, san Felim, patrono de la diócesis, construyó una iglesia en Kilmore (Cell-Mόr) cerca de la actual Cavan. Felim es considerado por tradición como el primer obispo de la diócesis, aunque esta opinión no es compartida por todos los historiadores. A diferencia de otras sedes de abadías irlandesas, que estaban encabezadas por abades-obispos durante el primer milenio cristiano, los anales irlandeses no registran el nombre de ningún obispo para Cell-Mόr.
Se estableció formalmente como una de las diócesis aprobadas por el cardenal Giovanni Paparoni en el Sínodo de Kells en 1152, en donde estaba presente Tuathail O'Conaictaig, obispo de Ui Briuin, o más bien de Breifne; la diócesis se hizo sufragánea de la arquidiócesis de Armagh. En fuentes y documentos de la época, la sede es conocida con diferentes nombres (Brefinnia, Tybruinensis, Urney).
De la antigua catedral construida a finales del siglo XII queda un importante portal románico, inserto en el nuevo edificio construido en el siglo XIX y que hoy es la catedral anglicana de Kilmore. La existencia de un capítulo secular de cánones está documentada desde mediados del siglo XIII.
Durante el siglo XIII los premonstratenses se establecieron en el antiguo monasterio fundado por san Felim en Cell-Mόr. Los obispos trasladaron su residencia primero a Slanore y en 1454 el obispo Aindrias Mac Brádaigh (Andrew McBrady) recibió permiso del papa Nicolás V (confirmado por el papa Calixto III) para que la antigua iglesia de Kilmore, fundada en el siglo VI por san Felim, fuera la catedral de la diócesis. Fue reconstruida y pasó a conocerse en irlandés como An Chill Mhór (que significa gran iglesia) y en inglés como Kilmore, nombre que dio nombre a la diócesis y que se ha mantenido desde entonces.
Entre los siglos XV y XVI la diócesis estuvo gobernada simultáneamente por dos obispos en competencia, Cormac y Thomas O'Brady. Ambos participaron en los sínodos provinciales de 1492 y 1495 y fueron reconocidos como legítimos en ambas ocasiones por el metropolitano de Armagh Ottaviano Spinelli.
Durante el cisma anglicano, el obispo de origen inglés Edmund Nugent apoyó al partido de Enrique VIII y aceptó su supremacía en 1536; por esta razón fue depuesto por el papa Paulo III y reemplazado por John MacBrady el 5 de noviembre de 1540, quien, sin embargo, no pudo tomar posesión de la diócesis, porque su rival permaneció imperturbable sobre la sede de Kilmore hasta su muerte en 1550. Sin embargo, John MacBrady también cambió al anglicanismo y, por lo tanto, la sede estuvo efectivamente sin obispos católicos durante casi veinte años, hasta la muerte de este último en 1559. La diócesis anglicana continuó desde el nombramiento de John Garvey el 27 de enero de 1585 hasta su unión en 1839 con la diócesis de Ardagh y luego en 1841 con la de Elphin, constituyéndose la actual diócesis de Kilmore, Elphin y Ardagh de la Iglesia de Irlanda.
Richard Brady, obispo de 1580 a 1607, fue encarcelado tres veces y el beato Conn O'Rourke fue martirizado en Kilmallock en 1579.
Tras la muerte del obispo Eugene MacSweeney en 1669 la sede estuvo vacante durante casi sesenta años: fue un período de crisis muy grave, en el que la diócesis estuvo gobernada por vicarios. En 1715 los pocos párrocos viejos que quedaban se quejaron de una situación de abandono, en la que durante cuarenta años ningún obispo había conferido confirmaciones y ordenaciones y todas las dignidades del cabildo estaban vacantes por la muerte de los canónigos.
En el siglo XVIII la situación mejoró gradualmente y nuevamente fue posible nombrar obispos para las sedes irlandesas. Sin embargo, hasta 1770 los obispos visitaron su diócesis solo ocasionalmente y solo después de esta fecha el obispo Denis Maguire se mudó permanentemente a la diócesis, comenzando la reconstrucción de iglesias y monasterios.
James Browne, obispo de 1827 a 1865, fue el protagonista del renacimiento de la diócesis, caracterizado por la construcción de iglesias y escuelas, el cultivo de las vocaciones sacerdotales y la fundación del colegio diocesano (seminario) en 1839. Su trabajo fue continuado por su sucesor Nicolás Conaty. Fue Patrick Lyons, obispo de 1937 a 1949, quien construyó la catedral actual. Sus sucesores Austin Quinn y Francis MacKiernan también continuaron la construcción de iglesias y escuelas.

## Estadísticas
Según el Anuario Pontificio 2024 la diócesis tenía a fines de 2023 un total de 70 500 fieles bautizados.
| Año                                                                             | Población            | Población | Población      | Sacerdotes | Sacerdotes    | Sacerdotes    | Bautizados por sacerdote | Diáconos permanentes | Religiosos | Religiosos | Parroquias |
| Año                                                                             | Bautizados católicos | Total     | % de católicos | Total      | Clero secular | Clero regular | Bautizados por sacerdote | Diáconos permanentes | Varones    | Mujeres    | Parroquias |
| ------------------------------------------------------------------------------- | -------------------- | --------- | -------------- | ---------- | ------------- | ------------- | ------------------------ | -------------------- | ---------- | ---------- | ---------- |
| 1950                                                                            | 87 947               | 102 350   | 85.9           | 150        | 140           | 10            | 586                      |                      | 23         | 151        | 42         |
| 1970                                                                            | 57 000               | 63 500    | 89.8           | 139        | 116           | 23            | 410                      |                      | 31         | 184        | 36         |
| 1980                                                                            | 57 800               | 64 100    | 90.2           | 121        | 110           | 11            | 477                      |                      | 14         | 165        | 36         |
| 1990                                                                            | 56 231               | 60 331    | 93.2           | 117        | 103           | 14            | 480                      |                      | 14         | 89         | 36         |
| 1999                                                                            | 54 751               | 59 767    | 91.6           | 97         | 91            | 6             | 564                      |                      | 6          | 90         | 36         |
| 2000                                                                            | 54 639               | 59 893    | 91.2           | 99         | 90            | 9             | 551                      |                      | 9          | 82         | 36         |
| 2001                                                                            | 54 370               | 58 927    | 92.3           | 103        | 94            | 9             | 527                      |                      | 11         | 69         | 36         |
| 2002                                                                            | 53 995               | 58 574    | 92.2           | 99         | 90            | 9             | 545                      |                      | 11         | 75         | 36         |
| 2003                                                                            | 53 819               | 58 005    | 92.8           | 99         | 89            | 10            | 543                      |                      | 13         | 70         | 36         |
| 2004                                                                            | 54 500               | 59 324    | 91.9           | 93         | 86            | 7             | 586                      | 1                    | 9          | 59         | 36         |
| 2006                                                                            | 56 810               | 62 439    | 91.0           | 101        | 92            | 9             | 562                      |                      | 10         | 56         | 36         |
| 2013                                                                            | 69 460               | 77 052    | 90.1           | 90         | 80            | 10            | 771                      |                      | 11         | 51         | 35         |
| 2016                                                                            | 69 600               | 77 200    | 90.2           | 80         | 75            | 5             | 870                      | 2                    | 6          | 47         | 35         |
| 2019                                                                            | 69 483               | 77 863    | 89.2           | 74         | 68            | 6             | 938                      | 2                    | 6          | 47         | 34         |
| 2021                                                                            | 70 250               | 76 755    | 91.5           | 68         | 66            | 2             | 1033                     | 2                    | 2          | 44         | 34         |
| 2023                                                                            | 70 500               | 83 110    | 84.8           | 65         | 64            | 1             | 1084                     | 2                    | 1          | 43         | 34         |
| Fuente: Catholic-Hierarchy, que a su vez toma los datos del Anuario Pontificio. |                      |           |                |            |               |               |                          |                      |            |            |            |

## Episcopologio
- Hugh O'Finn † (mencionado en 1136)
- Muirchertach Ua Mael † (?-1149 falleció)
- Tuathail O'Conaictaig † (antes de 1152-1179 falleció)
- M. Ua Dobailen † (antes de 1202-1211 falleció)
- Flan O'Conachty (u O'Connor) † (?-1231 falleció)
- Congolach MacNeil † (antes de 1233-antes de mayo de 1250 renunció)
  - Simon O'Ruark † (20 de junio de 1251-1286 falleció) (administrador)
- Maurice, O.S.A. † (antes de octubre de 1286-1307 falleció)
- Matthew MacDuibne † (1307-1314 falleció)
- Patrick O'Credigan † (1314-1328 falleció)
- Cornelius MacConama † (1328-1355 falleció)
- Richard O'Reilly † (circa 1356-1370 falleció)
- Thomas Rushhook, O.P. † (1388-1390 renunció)
- John O'Reilly I † (1390-1393 falleció)
- Nicholas Brady † (27 de agosto de 1395-1421 falleció)
- Donald O'Gabaud † (13 de agosto de 1421-después de '1442 falleció)
- Andrew MacBrady † (9 de marzo de 1445-1455 falleció)
- Tither † (11 de julio de 1455-?)
- Thady † (1460-después de 1462 falleció)
- Fursey MacDivine † (?-26 de noviembre de 1464 falleció)[nota 1]
- John O'Reilly II † (17 de mayo de 1465-?)
- Cormac † (4 de noviembre de 1476-diciembre de 1511 falleció)
- Thomas O'Brady † (6 de octubre de 1480-1511 falleció)
- Dermod O'Reilly † (28 de enero de 1512-1529 falleció)
- Edmund Nugent † (22 de junio de 1530-5 de noviembre de 1540 depuesto)
- John MacBrady † (5 de noviembre de 1540-1559 falleció)
- Hugh O'Sheridan † (7 de febrero de 1560-1579 falleció)
- Richard MacBrady, O.F.M.Obs. † (14 de marzo de 1580-septiembre de 1607 falleció)
  - Sede vacante (1607-1625)
- Hugh O'Reilly † (9 de junio de 1625-21 de agosto de 1628 nombrado arzobispo de Armagh)
- Eugene Sweeney † (18 de septiembre de 1629-18 de octubre de 1669 falleció)
  - Sede vacante (1669-1728)
- Michael McDonough, O.P. † (2 de diciembre de 1728-26 de noviembre de 1746 falleció)
- Lawrence Richardson, O.P. † (6 de febrero de 1747-29 de enero de 1753 falleció)
- Andrew Campbell † (3 de abril de 1753-23 de diciembre de 1769 falleció)
- Dionysius Maguire, O.F.M. † (7 de abril de 1770-23 de diciembre de 1798 falleció)
- Charles O'Reilly † (23 de diciembre de 1798 por sucesión-6 de marzo de 1800 falleció)
- James Dillon † (30 de agosto de 1800-1806 falleció)
- FargalO'Reilly † (16 de enero de 1807-30 de abril de 1829 falleció)
- James Browne † (30 de abril de 1829 por sucesión-11 de abril de 1865 falleció)
- Nicholas Conaty † (11 de abril de 1865 por sucesión-17 de enero de 1886 falleció)
- Bernard Finnegan † (10 de mayo de 1886-11 de noviembre de 1887 falleció)
- Edward MacGennis † (25 de febrero de 1888-15 de mayo de 1906 falleció)
- Andrew Boylan, C.SS.R. † (1 de marzo de 1907-25 de marzo de 1910 falleció)
- Patrick Finegan † (4 de julio de 1910-25 de enero de 1937 falleció)
- Patrick Lyons † (6 de agosto de 1937-27 de abril de 1949 falleció)
- Austin Quinn † (19 de julio de 1950-11 de octubre de 1972 retirado)
- Francis Joseph MacKiernan † (11 de octubre de 1972-16 de octubre de 1998 renunció)
- Philip Leo O'Reilly (16 de octubre de 1998 por sucesión-31 de diciembre de 2018 renunció)
- Martin Hayes, desde el 29 de junio de 2020